# Abd ar-Rahman Scharkawi
Abd ar-Rahman Scharkawi (arabisch عبد الرحمن الشرقاوي, DMG ʿAbd-al-Raḥmān al-Šarqāwī; geboren 10. November 1921 in ad-Dalaton, Gouvernement al-Minufiyya; gestorben 24. November 1987) war ein ägyptischer Schriftsteller.

## Leben
Scharkawi wurde in eine Bauernfamilie geboren. Seine ersten Werke veröffentlichte er als Jura-Student an der Universität Kairo, die er von 1938 bis 1943 besuchte. Er beteiligte sich auch am Kampf gegen die Monarchie. 1951 gründete er die Zeitschrift Al-Katib, die das friedliche Zusammenleben zwischen den Völkern befürwortete. Von 1951 bis 1955 führte er ägyptische Delegationen auf verschiedenen Friedenskonferenzen an.
Weithin bekannt wurde Scharkawi nach der Veröffentlichung seines Romans Al-ard („Die Erde“, 1954), welcher von unterdrückten Bauern handelt, die sich gegen ihre Landbesitzer auflehnen; das Buch wurde in mehrere Sprachen übersetzt. Im Roman Mohammed, Bote der Freiheit (1962) finden sich Konzepte eines linksgerichteten arabischen Sozialismus. In diesem Werk versucht der Autor das Leben des Propheten Mohammed mit der gegenwärtigen Zeit und dem sozialen Kampf in Beziehung zu setzen. Die Geschichte des Islam und ihre Projektion in die Gegenwart sind Grundthemen von Scharkawis Theaterstück Kalif Husein (1969). Im Roman Fellache (1967), der von den Themen Revolution und Demokratie beherrscht wird, kehrt der Autor zum Landleben nach dem Inkrafttreten der Bodenreform zurück.
Scharkawi war Mitglied des Weltfriedensrates.

## Werke
In englischer Übersetzung:
- Egyptian Earth, London 1962.

## Auszeichnungen
- Ägyptischer Staatspreis für Literatur, 1974